# Dylan Bregeon
Dylan Bregeon (Nantes, 24 febbraio 1994) è un pugile francese, nelle categorie dei pesi massimileggeri.

## Carriera

### Dilettanti
All'Universiade di Kazan 2013 conquista una medaglia di bronzo, la prima e unica medaglia nella carriera dilettantistica. 

### Professionisti
Il 31 gennaio 2020 diventa campione francese dei pesi massimileggeri vincendo dopo 10 round, per decisione unanime, il titolo vacante ai danni di Olivier Vautrain.
Il 16 aprile 2021 perde ai punti all'Allianz Cloud di Milano il match contro il fiorentino Fabio Turchi valevole per il titolo vacante dell'Unione europea.

## Risultati nel pugilato
| Risultato | Record | Avversario       | Metodo               | Data             | Round | Città            | Note                                                             |
| --------- | ------ | ---------------- | -------------------- | ---------------- | ----- | ---------------- | ---------------------------------------------------------------- |
| Sconfitta | 11–1–1 | Fabio Turchi     | Decisione (unanime)  | 16 aprile 2021   | 12    | Milano           | Perde il titolo dell'Unione europea dei pesi massimi leggeri EBU |
| Vittoria  | 11–0–1 | Olivier Vautrain | Decisione (unanime)  | 31 gennaio 2020  | 10    | Nantes           | Vince il titolo francese vacante dei pesi massimi leggeri        |
| Pareggio  | 10–0–1 | Siril Makiadi    | Decisione (pareggio) | 16 novembre 2019 | 10    | Levallois-Perret | Per il titolo francese vacante dei pesi massimi leggeri          |